# Łużki (rejon głębocki)
Łużki (błr. Лужкі, Łużki; ros. Лужки, Łużki) – wieś na Białorusi, w obwodzie witebskim, w rejonie głębockim, w sielsowiecie Udział, 17 km na północny zachód od Głębokiego.
Wieś magnacka położona była w końcu XVIII wieku w powiecie oszmiańskim województwa wileńskiego.

## Historia
W 1870 roku wieś leżała w wołoście Łuck, w powiecie dziśnieńskim guberni wileńskiej Imperium Rosyjskiego. Znajdowała się w majątku Mosarz, należącym do hrabiny Brzostowskiej, w okręgu wiejskim Buki. W 1866 roku w 9 domach mieszkało 103 mieszkańców, katolików. Była to wieś włościańska. W 1906 roku mieszkańcy ustawili w Łużkach na dawnym miejscu nowy krzyż katolicki za co 10 osób zostało postawionych przed rosyjskim sądem.
W okresie międzywojennym wieś leżała w granicach II Rzeczypospolitej w gminie wiejskiej Kozłowszczyzna, w powiecie postawskim, w województwie wileńskim.
Według Powszechnego Spisu Ludności z 1921 roku zamieszkiwały tu 243 osoby, wszystkie były wyznania rzymskokatolickiego i zadeklarowały polską przynależność narodową. Były tu 53 budynki mieszkalne. W 1931 w 52 domach zamieszkiwało 211 osób.
Miejscowość należała do parafii rzymskokatolickiej w Mosarzu. Podlegała pod Sąd Grodzki w Duniłowiczach i Okręgowy w Wilnie; właściwy urząd pocztowy mieścił się w Mosarzu.
W 1938 roku miejscowość należała do gromady Mosarz gminy Kozłowszczyzna.
Po agresji ZSRR na Polskę w 1939 roku wieś znalazła się w granicach BSRR. W latach 1941–1944 była pod okupacją niemiecką. Następnie leżała w BSRR. Od 1991 roku w Republice Białorusi.